# La Cumbre, Magdalena Peñasco
La Cumbre är en ort i Mexiko.   Den ligger i kommunen Magdalena Peñasco och delstaten Oaxaca, i den sydöstra delen av landet, 290 km sydost om huvudstaden Mexico City. La Cumbre ligger 2 380 meter över havet och antalet invånare är 303.
Terrängen runt La Cumbre är huvudsakligen kuperad. La Cumbre ligger uppe på en höjd. Runt La Cumbre är det glesbefolkat, med 14 invånare per kvadratkilometer. Närmaste större samhälle är Heroica Ciudad de Tlaxiaco, 10,0 km väster om La Cumbre. Trakten runt La Cumbre består i huvudsak av gräsmarker.